# Liste der Kulturdenkmale in Hasselberg
In der Liste der Kulturdenkmale in Hasselberg sind alle Kulturdenkmale der schleswig-holsteinischen Gemeinde Hasselberg (Kreis Schleswig-Flensburg) und ihrer Ortsteile aufgelistet (Stand: 10. März 2025).

## Legende
In den Spalten befinden sich folgende Informationen:
- Objekt-ID: die Nummer des Kulturdenkmales
- Lage: die Adresse des Kulturdenkmales und die geographischen Koordinaten. Kartenansicht, um Koordinaten zu setzen. In der Kartenansicht sind Kulturdenkmale ohne Koordinaten mit einem roten Marker dargestellt und können in der Karte gesetzt werden. Kulturdenkmale ohne Bild sind mit einem blauen Marker gekennzeichnet, Kulturdenkmale mit Bild mit einem grünen Marker.
- Offizielle Bezeichnung: Bezeichnung des Kulturdenkmales
- Beschreibung: die Beschreibung des Kulturdenkmales
- Bild: ein Bild des Kulturdenkmales

## Sachgesamtheiten
| Objekt-ID      | Lage                                       | Offizielle Bezeichnung | Beschreibung | Bild                             |
| -------------- | ------------------------------------------ | ---------------------- | --- | -------------------------------- |
| 27989 Wikidata | (54° 43′ 10″ N, 9° 56′ 58″ O)              | Christuskirche         | Aktualisierung vorgesehen - Begründung: geschichtlich, künstlerisch, städtebaulich - Schutzumfang: Christuskirche mit Ausstattung, Pastorat | weitere Fotos \| Fotos hochladen |
| 42855 Wikidata | Kieholmhof 1 (54° 42′ 42″ N, 9° 57′ 17″ O) | Hofanlage Kieholmhof   | Hof Kieholmhof; urspr. zu Gut Oehe gehörende Hofanlage, um einen zentralen Hofplatz gruppierter Gebäudebestand aus unterschiedlicher Zeit, im Scheitel das repräsentative Wohnhaus (im Kern um 1800, mehrfach erweitert und umgebaut), nach Westen eine winkelförmige Fachwerkscheune mit Ziegelausfachungen mit im Norden angebauter breit gelagerter Backsteinscheune der 1930er Jahre auf hohem Bruchsteinsockel, Hofzufahrt mit Lindenallee - Begründung: geschichtlich, Kulturlandschaft prägend - Schutzumfang: Wohnhaus, Fachwerkscheune, Scheune, Hofallee (Linden) | Fotos hochladen                  |

## Bauliche Anlagen
| Objekt-ID      | Lage                                        | Offizielle Bezeichnung         | Beschreibung | Bild                             |
| -------------- | ------------------------------------------- | ------------------------------ | --- | -------------------------------- |
| 2878 Wikidata  | Gundelsby 13 (54° 43′ 9″ N, 9° 56′ 57″ O)   | Christuskirche mit Ausstattung | Alteintragung (Aktualisierung vorgesehen) - Begründung: geschichtlich, künstlerisch, städtebaulich - Schutzumfang: Alteintragung (Aktualisierung vorgesehen) - Denkmaltyp: Bauliche Anlage, Sachgesamtheit: Christuskirche | weitere Fotos \| Fotos hochladen |
| 34729 Wikidata | Kieholmhof 1 (54° 42′ 43″ N, 9° 57′ 17″ O)  | Fachwerkscheune                | Fachwerkscheune; Anfang 19. Jh.; großer winkelförmiger Fachwerkbau mit Backsteinausfachungen und MansardHalbwalmdach mit Welleternitdeckung, hofseitig vier große Toreinfahrten, unterhalb der Traufe und des Walmes Balkenköpfe mit reduzierter Schmuckform - Begründung: geschichtlich, Kulturlandschaft prägend - Schutzumfang: gesamtes Objekt - Denkmaltyp: Bauliche Anlage, Sachgesamtheit: Hofanlage Kieholmhof | BW                               |
| 51021          | Mühlenstraße 6 (54° 44′ 5″ N, 9° 56′ 26″ O) | Windmühle „Johannesmühle“      | Windmühle "Johannesmühle"; 1869; zweistöckiger Galerieholländer mit Segelgatterflügeln, reetgedeckte Holzkonstruktion über gemauertem, verputzem Unterbau auf achteckigem Grundriss - Begründung: geschichtlich, Kulturlandschaft prägend - Schutzumfang: gesamtes Objekt - Denkmaltyp: Bauliche Anlage | BW                               |
| 34726          | Wormshöft 4 (54° 42′ 8″ N, 9° 58′ 52″ O)    | Wohnhaus                       | Wohnhaus; um 1750; eingeschossiger traufständiger Fachwerkbau mit reetgedecktem Halbwalmdach und hohem Putzsockel, westliche Giebelseite massiv erneuert - Begründung: geschichtlich, Kulturlandschaft prägend - Schutzumfang: gesamtes Objekt - Denkmaltyp: Bauliche Anlage | BW                               |

## Quelle
- Liste der Kulturdenkmale in Schleswig-Holstein – Kreis Schleswig-Flensburg

- Karte mit allen Koordinaten:
- OSM |
- WikiMap